# روس باجلي
روس باجلي (بالإنجليزية: Ross Bagley)‏ مواليد 5 ديسمبر 1988 في لوس أنجلوس، هو ممثل أمريكي بدأ مسيرته الفنية عام 1994.

## الأعمال
- أمير بيل إير الحيوي
- بيبي
- يوم الاستقلال
- عائلة ثورنبيري
- القاضية إيمي

## روابط خارجية
- روس باجلي على موقع IMDb (الإنجليزية)
- روس باجلي على موقع ألو سيني (الفرنسية)
- روس باجلي على موقع أول موفي (الإنجليزية)
- روس باجلي على موقع قاعدة بيانات الأفلام السويدية (السويدية)
- روس باجلي على موقع إن إن دي بي (الإنجليزية)
- روس باجلي على موقع قاعدة بيانات الفيلم (الإنجليزية)
- روس باجلي على موقع كينوبويسك (الروسية)